# Edmund Fidler
Edmund Fidler (ur. 20 kwietnia 1907 w Warszawie, zm. 21 września 1999 tamże) – polski aktor teatralny.

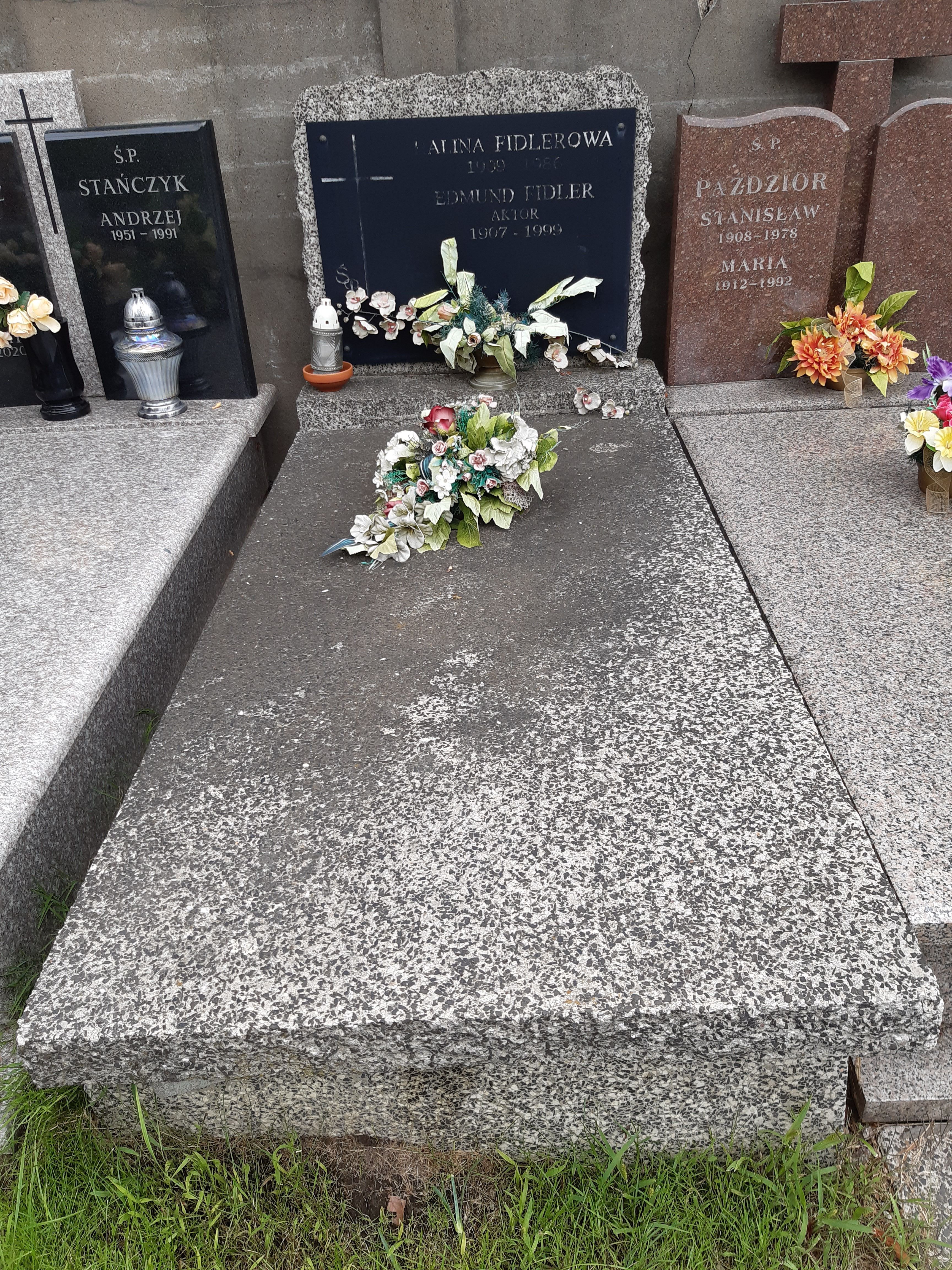
Grób Edmunda Fidlera na Cmentarzu Wolskim

## Kariera sceniczna

### Przed wojną
Jego debiut miał miejsce 3 listopada 1932 r. na deskach warszawskiego Teatru Ateneum. Jako Dezerter pojawił się w dramacie Carla Zuckmayera pt. Kapitan z Köpenick (reż. Leon Schiller).
- 1 IV 1933: Krzyczcie, Chiny! Siergiej Tretjakow, reż. Leon Schiller – jako Przewoźnik II.

Na dwa sezony Fidler pojawił na scenie warszawskiego Teatru Nowa Komedia:
- 27 IX 1933: Firma Marian Hemar, reż. Stanisława Perzanowska – jako Chłopiec z wiaciarni
- 10 XII 1933: Rodzina Antoni Słonimski, reż. Stanisława Perzanowska – jako Kolasiński.

Przez kilka miesięcy roku 1935 występował w warszawskim Teatrze Kameralnym:
- 15 I 1935: Majster Hermann Bahr, reż. Karol Adwentowicz – jako dr Izydor Balsee
- 27 IV 1935: To więcej niż miłość László Bús-Fekete, reż. Jerzy Ronard Bujański.

### Po wojnie
Po zakończeniu wojny, wiosną roku 1946 pojawił się na krótko w Łodzi, gdzie trafił do Teatru Powszechnego TUR, będącego filią Teatru Wojska Polskiego:
- 9 III 1946: Mariusz Marcel Pagnol, reż. Aleksander Zelwerowicz – jako włóczęga Flądra.

Kolejne dwa sezony (od IX 1946 do I 1948 r.) spędził na deskach warszawskich Miejskich Teatrów Dramatycznych (MTD):
- 7 IX 1946: Damy i huzary Aleksander Fredro, reż. Helena Buczyńska – jako Kapelan (Teatr Powszechny)
- 17 V 1947: Zaczarowane koło Lucjan Rydel, reż. Zbigniew Koczanowicz – jako pastuch Głupi Maciuś (Teatr Comoedia)
- 1 VIII 1947: Człowiek, który szukał śmierci Victor Eftimiu, reż. Helena Gruszecka – jako Włóczęga (Teatr Powszechny)
- 22 XII 1947: Świerszcz za kominem[2] Charles Dickens, reż. Janusz Dziewoński – jako Kaleb (Teatr Powszechny).

Przez 6 sezonów (od 1948 do 1953 r.) stał członkiem zespołu aktorskiego warszawskiego Teatru Nowego, głównie jego Sceny Komediowo-Muzycznej:
- 30 X 1948: Dom otwarty[3] Michał Bałucki, reż. Stanisława Perzanowska – jako Fujarkiewicz
- 18 I 1949: Tu mówi Tajmyr... Aleksandr Galicz i Konstanty Isajew, reż. Marian Meller – jako Griszko
- 1 XI 1949: Oszust oszukany (Wolpone) Ben Jonson, reż. Janusz Warnecki – jako Korbaczio (Scena Komediowo-Muzyczna)
- 21 VI 1951: Damy i huzary Aleksander Fredro, reż. Janusz Warnecki – jako Kapelan (Scena Komediowo-Muzyczna)
- 29 XII 1951: Uczone białogłowy Molier, reż. Irena Grywińska – jako Trysotyn (Scena Komediowo-Muzyczna)
- 1 V 1952: Sen nocy letniej William Shakespeare, reż. Ryszard Ordyński – jako Duda-Tyzbe (Scena Komediowo-Muzyczna).

Na krótko (od VII 1955 do IV 1956 r.) pojawił się na deskach warszawskiego Teatru Narodowego:
- 21 VII 1955: Ostry dyżur Jerzy Lutowski, reż. Erwin Axer – jako Roman Brosz
- 21 IV 1956: Kordian Juliusz Słowacki, reż. Erwin Axer – w podwójnej roli, m.in. jako Dozorca.

Przez kolejne ćwierć wieku (od 1953 do 1978 r.), związany był z warszawskim Teatrem Współczesnym:
- 15 VII 1957: Ondyna Jean Giraudoux, reż. Adam Hanuszkiewicz – jako Król
- 18 VII 1957: Mistrz Zakonu Santiago Henry de Montherlant, reż. Jerzy Kreczmar – jako Margrabia de Vargas
- 26 XI 1957: Nasze miasto Thornton Wilder, reż. Erwin Axer – jako prof. Willard
- 25 XII 1957: Pastorałka Leon Schiller, reż. Stanisława Perzanowska – jako Feldmarszał
- 3 III 1958: Żeglarz Jerzy Szaniawski, reż. Józef Słotwiński – jako wydawca
- 23 X 1958: Opera za trzy grosze Bertolt Brecht, reż. Konrad Swinarski – jako Pastor Kimball
- 25 XII 1958: Pastorałka Leon Schiller, reż. Stanisława Perzanowska – jako Feldmarszał
- 23 IV 1959: Biedermann i podpalacze Max Frisch, reż. Erwin Axer – jako Doktor filozofii
- 11 V 1959: Akcja "Wega" Friedrich Dürrenmatt, reż. Erwin Axer – jako John Smith
- 10 VII 1959: Pośredniczka matrymonialna Thornton Wilder, reż. Jerzy Kreczmar – jako Kornel Hackl
- 30 V 1960: Mizantrop Molier, reż. Ludwik René
- 30 VI 1960: Knock, czyli Triumf medycyny Jules Romains, reż. Erwin Axer – jako Mousquet
- 28 VII 1960: Nie żal mi siebie Janusz Jaksa, reż. Stanisław Wohl (Teatr Sensacji Kobra)
- 14 XI 1960: Jedna chwila Tadeusz Rittner, reż. Józef Słotwiński – jako pan X
- 22 III, 22 IX 1961: Historia fryzjera Vasco Georges Schehade, reż. Jerzy Kreczmar – jako ojciec Rondo
- 10 IV 1961: Niezawodny system Georges Feydeau, reż. Edward Dziewoński
- 24 IV 1961: Bal manekinów Bruno Jasieński, reż. Zygmunt Hübner
- 23 X 1961: Cena Józef Kuśmierek, reż. Tadeusz Byrski
- 1 I 1962: Szkoła żon Molier, reż. Bogdan Trukan
- 6 I 1962: Kariera Artura Ui Bertolt Brecht, reż. Erwin Axer – jako O’Casey, członek komisji śledczej
- 2 VII 1962: Konsekwentna żona William Somerset Maugham, reż. Edward Dziewoński
- 19 XI 1962: Pan Topaz Marcel Pagnol, reż. Edward Dziewoński – jako Tamise
- 1962 r.: Słomkowy kapelusz Eugène Labiche, reż. Andrzej Łapicki – jako Tardiveau
- 27 V 1963: Droga do Dover A.A. Milne, reż. Edward Dziewoński
- 16 I 1964: Androkles i lew George Bernard Shaw, reż. Erwin Axer – jako Pogromca
- 27 I 1964: Papa Robert de Flers, reż. Edward Dziewoński – jako Ksiądz Jocas
- 19 III 1964: Ścieżka zbawienia Jorge Andrade, reż. Zbigniew Ziembiński – jako Onufry
- 20 IV 1964: Kuglarze Zdzisław Skowroński, reż. Edward Dziewoński – jako ojciec
- 10 V 1964: Biedermann i podpalacze Max Frisch, reż. Erwin Axer – jako Doktor filozofii
- 11 I 1965: Skąpiec Molier, reż. Jerzy Gruza
- 31 I 1965: Przychodzę opowiedzieć Jerzy Broszkiewicz, reż. Erwin Axer – jako Cywil
- 1 VII 1965: Ostrożnie! Świeżo malowane Rene Fauchois, reż. Edward Dziewoński
- 27 IX 1965: Adwokat i róże Jerzy Szaniawski, reż. Andrzej Łapicki
- 21 X 1965: Stawka większa niż życie (Teatr Telewizji) – odc. 7. Tajemnica Zamku Edelsberg
- 12 XI 1965: Pamiętnik szubrawca własnoręcznie przez niego napisany Aleksandr Ostrowski, reż. Gieorgij Towstogonow – jako Grigorij
- 25 XII 1965: Damy i huzary Aleksander Fredro, reż. Józef Słotwiński – jako Kapelan
- 28 II 1966: Dwie humoreski o stosunku do zwierząt Sławomir Mrożek, reż. Erwin Axer – jako Pasażer
- 18 VII 1966: Dochodzenie Peter Weiss, reż. Erwin Axer – jako Oskarżony Breitmeier
- 26 IX 1966: Dzień bez kłamstwa James Montgomery, reż. Edward Dziewoński
- 21 XII 1966: Neffru Zbigniew Wiszniewski, reż. Jan Kulczyński
- 8 IV 1967: J.B. Archibald MacLeish, reż. Jerzy Kreczmar – jako Bildad
- 14 VII 1968: Dwa teatry Jerzy Szaniawski, reż. Erwin Axer – jako Autor
- 14 XII 1968: Porwanie sabinek Paul von Schonthan, reż. Edward Dziewoński
- 21 XII 1968: Wielki człowiek do małych interesów[4] Aleksander Fredro, reż. Jerzy Kreczmar – jako Telembecki
- 6 I 1969: Kollokacja Józef Korzeniowski, reż. Maryna Broniewska – jako pan Birucki
- 15 II 1969: Po górach, po chmurach Ernest Bryll, reż. Erwin Axer – jako król II
- 15 X 1969: Maria Stuart Friedrich Schiller, reż. Erwin Axer – jako Wilhelm Davison
- 30 III 1970: Pan Generał Jean Anouilh, reż. Aleksander Bardini
- 23 IV do 18 VI 1970 (4 części): W imieniu prawa Andrzej Zbych, reż. Jóżef Słotwiński
- 20 VI 1970: Matka Stanisław Ignacy Witkiewicz, reż. Erwin Axer – jako Apolinary Plejtus
- 11 VII 1970: Akwarium 2 Jerzy Gruza i Krzysztof Teodor Toeplitz, reż. Tadeusz Łomnicki – jako Skoczek
- 6 III 1972: Pod własnym dachem David Turner, reż. Edward Dziewoński – jako Arnold Makepiece
- 22 VI 1972: Macbett Eugène Ionesco, reż. Erwin Axer – w podwójnej roli: Sprzedawca lemoniady, Chory I
- 6 X 1972: Chcę wyjść za mąż Jan Makowiecki, reż. Andrzej Konic – jako Prokurator
- 4 II 1974: Niemcy Leon Kruczkowski, reż. Jan Świderski – jako Hoppe
- 2 III 1974: Lir Edward Bond, reż. Erwin Axer – jako Stary posługacz
- 13 V 1974: Wszystko dobre, co się dobrze kończy William Shakespeare, reż. Edward Dziewoński – jako Lafeu
- 26 VI 1974: Grupa Laokoona Tadeusz Różewicz, reż. Zygmunt Hübner – jako Przewodniczący jury
- 1 II 1975: Rzecz listopadowa Ernest Bryll, reż. Erwin Axer – jako mężczyzna I
- 7 VI 1975: Gra Wojsław Brydak, reż. Maciej Englert
- 6 V 1976: Wiśniowy sad Anton Czechow, reż. Maciej Prus – jako Borys Simeonow-Piszczyk
- 4 XI 1976: Święto Borysa Thomas Bernhard, reż. Erwin Axer – jako Kaleka
- 16 IV 1977: Kordian Juliusz Słowacki, reż. Erwin Axer – jako Ksiądz
- 3 VI 1978: Przebudzenie się wiosny[5] Frank Wedekind, reż. Krzysztof Zaleski – jako Rentier Stiefel.

U schyłku swej kariery (od 1981 do 1989 r.) trafił na scenę warszawskiego Teatru Kwadrat:
- 27 XI 1981: Rodzina Antoni Słonimski, reż. Edward Dziewoński – jako Michał
- 1 IV 1982: Czyje to życie? Brian Clark, reż. Andrzej Chrzanowski – jako dr Barr
- 1 I 1985: Wielki Jerry Francis Scott Fitzgerald, reż. Piotr Cieślak – jako Dada (gościnnie, Teatr na Woli)
- 19 II 1988: Farsa na trzy sypialnie Alan Ayckbourn, reż. Marcin Sławiński – jako Ernest
- 27 I 1989: Panienki madame Tiny Pierre Chesnot, reż. Wojciech Pokora – jako pan Maillot.

## Telewizja
Widzowie po raz pierwszy na ekranach telewizorów mogli go obejrzeć w spektaklu Teatru Telewizji. 3 marca 1958 r. wystąpił w niewielkiej roli w komedii Jerzego Szaniawskiego pt. Żeglarz.
- 26 V 1958: Mały Książę Antoine de Saint-Exupéry, reż. Jerzy Gruza – jako Król
- 11 V 1959: Akcja Wega Friedrich Dürrenmatt, reż. Erwin Axer – jako John Smith
- 30 V 1960: Mizantrop Molier, reż. Ludwik René
- 24 IV 1961: Bal manekinów Bruno Jasieński, reż. Zygmunt Hübner
- 23 X 1961: Cena Józef Kuśmierek, reż. Tadeusz Byrski
- 1 I 1962: Szkoła żon Molier, reż. Bohdan Trukan
- 19 XI 1962: Pan Topaz Marcel Pagnol, reż. Edward Dziewoński – jako Tamise
- 27 V 1963: Droga do Dover A.A. Milne, reż. Edward Dziewoński
- 20 IV 1964: Kuglarze Zdzisław Skowroński, reż. Edward Dziewoński – jako ojciec
- 5 X 1964: Biedermann i podpalacze Max Frisch, reż. Erwin Axer – jako Doktór filozofii
- 27 IX 1965: Adwokat i róże Jerzy Szaniawski, reż. Andrzej Łapicki
- 25 XII 1965: Damy i huzary Aleksander Fredro, reż. Józef Słotwiński
- 28 II 1966: Jeleń Sławomir Mrożek, reż. Erwin Axer – jako Pasażer
- 26 IX 1966: Cały dzień bez kłamstwa James Montgomery, reż. Edward Dziewoński – jako Ralston
- 6 I 1969: Kollokacja Józef Korzeniowski, reż. Maryna Broniewska – jako pan Birucki
- 30 III 1970: Pan generał Jean Anouilh, reż. Aleksander Bardini – jako Doktor
- 1 I 1972: R.H. inżynier[7] Bruno Winawer, reż. Edward Dziewoński – jako Profesor
- 6 III 1972: Pod własnym dachem David Turner, reż. Edward Dziewoński – jako Arnold Makepiece
- 6 X 1972: Chcę wyjść za mąż Jan Makowiecki i Olgierd Missuna, reż. Andrzej Konic – jako Prokurator
- 4 II 1974: Niemcy Leon Kruczkowski, reż. Jan Świderski – jako Hoppe
- 13 V 1974: Wszystko dobre, co się dobrze kończy William Shakespeare, reż. Edward Dziewoński – jako Lafeu
- 10 II 1975: Fräulein Doktor Jerzy Tepa, reż. Edward Dziewoński – jako Portier
- 11 V 1975: Biała owca w rodzinie Louis Garde Peach de i Yan Hay, reż. Edward Dziewoński – jako Pastor
- 11 XII 1975: Arszenik i stare koronki Joseph Kesselring, reż. Maciej Englert – jako O`Hara
- 13 XII 1975: Zawodowy gość Giulio Scarnicci i Renzo Tarabusi, reż. Czesław Wołłejko – jako Baron
- 29 XII 1975: Wielki człowiek do małych interesów[4] Aleksander Fredro, reż. Krystyna Meissner – jako Telembecki
- 12 VI 1976: Wystarczy jeden telefon Klára Fehér, reż. Czesław Wołłejko – jako Rahonyi
- 2 I 1977: Nigdy nic nie wiadomo George Bernard Shaw, reż. Edward Dziewoński – jako M. Comas
- 20 VI 1977: Stepowy Król Lir Iwan Turgieniew, reż. Witold Filler – w jednym epizodzie
- 17 II 1978: Grupa Laokoona Tadeusz Różewicz, reż. Zygmunt Hübner – jako Przewodniczący jury
- 26 XII 1981: Kowal, pieniądze i gwiazdy Jerzy Szaniawski, reż. Maciej Englert – jako Jakub Dederko
- 7 XII 1987: Rodzina Antoni Słonimski, reż. Edward Dziewoński – jako Michał
- 1 II 1988: Miss samotnych serc Nathanael West, reż. Tomasz Lengren – jako Staruszek
- 9 III 1988: Tym razem żegnaj na zawsze scen. i reż. Barbara Borys-Damięcka – jako Posłaniec.

## Radio
W trakcie swej 45-letniej karierze radiowej wystąpił w prawie 400 słuchowiskach Teatru Polskiego Radia.

### Początki
Pierwszy raz przed mikrofonami radiowymi pojawił się 17 sierpnia 1948 r. Wystąpił wówczas w niewielkiej roli, w słuchowisku pt. Wołga Wsiesławicz reżyserowanym przez Jerzego Kreczmara.
- 17 IV 1949: Wodewil Anton Czechow, reż. Jerzy Kreczmar – jako Połumrakow
- 19 V 1949: Ojciec debiutantki Aleksander Bondy, reż. Kazimierz Rudzki – jako Nalimow
- od 17 IX 1949 do 25 IX 1954: Teatr Uniwersalny Eterek Jeremi Przybora – udział w różnych rolach, łącznie w 7 odcinkach radiowego teatru
- 29 XII 1949: Nektarowy miesiąc Bolesław Prus, reż. Jerzy Rakowiecki – jako Filip.

### lata 50.
- 29 I 1950: Wiosna w Sakenie Georgij Gulia, reż. Bronisław Dardziński – jako Konstantyn
- 11 V 1950: Odludki i poeta[9] Aleksander Fredro, reż. Jan Koecher – jako Edwin
- 31 VIII 1950: Scena reklamowa Jaroslav Hašek, reż. Stefan Wroncki – jako Młody dżentelmen
- 24 X 1950: Prawo mimikry Zofia Zawadzka, reż. Zbigniew Kopalko – jako Władek Pietrzak
- 25 XI 1950: Ziemia wyzwolona Władysław Rymkiewicz, reż. Zbigniew Kopalko – jako Janik
- 10 XII 1950: Mordercy czasu Jeremi Przybora, reż. Tadeusz Cygler – jako Narrator
- 26 XII 1950: Wesele Anton Czechow, reż. Irena Byrska – jako Apłombow
- 12 II 1951: Agent Wiesław Zen, reż. Zbigniew Kopalko – jako Tom Flynn
- 6 III 1951: Klub kawalerów[10] Michał Bałucki, reż. Jan Koecher – jako Motyliński
- 12 V 1951: Co to jest blaga czyli rozmowa towarzyska Bolesław Prus, reż. Jeremi Przybora – jako Narrator
- 16 IX 1951: Dom otwarty[3] Michał Bałucki, reż. Zbigniew Kopalko – jako Fujarkiewicz
- 9 X 1951: Sprawa jednego konia Józef Kuśmierek, reż. Tadeusz Byrski – jako Sędzia w Krzepicach
- 23 XI 1951: Organy Tomasz Kajetan Węgierski, reż. Tadeusz Łopalewski – jako Poeta
- 9 III 1952: Rewizor Nikołaj Gogol, reż. Antoni Bohdziewicz – jako Bobczyński
- 14 IV 1952: Noc przed rozprawą Anton Czechow, reż. Zbigniew Kopalko – jako Narrator
- 11 V 1952: Pańskie dziady Michał Bałucki, reż. Zbigniew Kopalko – jako Narrator II
- 25 XI 1952: Bieg do Fragalà Julian Stryjkowski, reż. Zbigniew Kopalko
- 10 XII 1952: Dwa obrazki rodzajowe: Pies i Kot Anton Czechow, reż. Zbigniew Kopalko
- 25, 26 XII 1952 (2 części): Don Kichot Miguel de Cervantes, reż. Tadeusz Łopalewski – jako Cyrulik
- 24 V 1953: Kwiaty z fromborskich łąk Maria Witwińska, reż. Wanda Tatarkiewicz-Małkowska
- 22 VII 1953: Baśń o kołatce i warszawskim moście Zygmunt Maciejewski, reż. Irena Byrska – jako Jędrzej
- 29 VIII 1953: Poznać siebie trudno Bolesław Prus, reż. Bronisław Dardziński – jako Ignacy Rombalski
- 8 XI 1953: O człowieku, który musiał kochać scen. i reż. Jeremi Przybora – jako Dziennikarz
- 28 III 1954: Odys na Itace Homer, reż. Rena Tomaszewska – jako Zalotnik
- 2 V 1954: Opowieści Johna Ludwik Górski, reż. Jeremi Przybora – jako tytułowy John
- 13 V 1954: O człowieku, który zlitował się nad dyrektorem scen. i reż. Jeremi Przybora – jako Bratek
- 1 VII 1954: Złota czaszka Juliusz Słowacki, reż. Jerzy Rakowiecki – jako Jankiel
- 14 X 1954: Bajka o dobrej opinii Włodzimierz Perzyński, reż. Rena Tomaszewska – jako Starszy pan
- 7 XI 1954: Czego Faust narobił w pewnej aptece? Bolesław Prus, reż. Stefan Wroncki
- 13 XII 1954: Wściekły baranek Aurel Baranga, reż. Wojciech Maciejewski – jako Toma Dumitrescu
- 26 XII 1954: Kto wygrał dziś etap? Artur Międzyrzecki, reż. Kazimierz Rudzki – jako Karol Łudeżyński
- 6 I 1955: Dwa losy Ion Luca Caragiale, reż. Kazimierz Rudzki – jako Bankier
- 10 I 1955: Skradzione szczęście Iwan Franko, reż. Jerzy Rakowiecki – jako Karczmarz
- 12 III 1955: Czterdzieści dyń Pedro Antonio de Alarcón, reż. Zbigniew Kopalko – jako Amadeusz Przepiórka
- 16 IV 1955: Niedźwiedź Frank Tashlin, reż. Zbigniew Kopalko
- 17 IV 1955: Wielki strach Marek Hłasko, reż. Michał Melina – jako Frank
- 17 V 1955: O człowieku, który był na księżycu Antonio Baldini, reż. Zbigniew Kopalko
- 7 VI 1955: Przycisk Théophile Gautier, reż. Zbigniew Kopalko
- 18 VI 1955: Skrzydlaty koń, reż. Michał Melina – jako Oteżan
- 9 VII 1955: Jovinian poskromiony, reż. Zbigniew Kopalko
- 22 VII 1955: Ballady i romanse Aleksander Maliszewski i Adam Mickiewicz, reż. Jan Koecher – jako Tomasz Zan
- 25 VII 1955: Neapol miasto milionerów Eduardo De Filippo, reż. Bronisław Dardziński – jako Urzędnik Ricardo
- 1 VIII do 8 IX 1955: Kollokacja Józef Korzeniowski, reż. Wojciech Maciejewski – udział w 12 odcinkach słuchowiska
- 30 VIII 1955: Ostry dyżur Jerzy Lutowski, reż. Erwin Axer – jako Roman Brosz
- 29 X 1955: Złoty ptak Jakub i Wilhelm Grimm, reż. Zbigniew Kopalko
- 13 XI 1955: Dziady Adam Mickiewicz, reż. Tadeusz Łopalewski – jako Frejend
- 24 XI 1955: Bal Mór Jókai, reż. Zbigniew Kopalko
- 10 XII 1955: O człowieku, który stracił cień Adelbert von Chamisso, reż. Zbigniew Kopalko
- 1 I 1956: Dom na latawcu Jerzy Janicki, St. Stampfl, St. Ziembicki, Wł. Żeleński, reż. Jerzy Rakowiecki – jako Wawerski
- 8 I 1956: Wyprawa złodzieja Szejby Jaroslav Hašek, reż. Michał Melina – jako pan radca
- 20 I 1956: Pan Ficek Andreas Gidas, reż. Michał Melina – jako Lajos
- 18 II 1956: Bliźniaki Louis Couperus, reż. Zbigniew Kopalko
- 20 III 1956: Sindbad Bolesław Leśmian, reż. Rena Tomaszewska
- 2 IV 1956: Biały wachlarz, reż. Zbigniew Kopalko
- 12 V 1956: Magiczna księga Thoth, reż. Zbigniew Kopalko
- 20 V 1956
  - Mój przyjaciel Marceli scen. i reż. Jan Koecher
  - Sindbad Bolesław Leśmian, reż. Rena Tomaszewska – jako Staruch morski
  - Studium w szkarłacie Arthur Conan Doyle, reż. Andrzej Łapicki – jako dr Watson
- 25 V 1956: Rajska jabłoń Pola Gojawiczyńska, reż. Bronisław Dardziński
- 10 VI 1956: Z mikrofonem wśród czarownic scen. Henryk Bardijewski
- 17 VI 1956: Czwarty partner Kornel Makuszyński, reż. Rena Tomaszewska – jako pan Piwko
- 23 VI 1956: Awans Gabriel d'Hervillier, reż. Jerzy Rakowiecki – jako Lambinet
- 1 VII 1956: Przygoda w Foukles Rath Adrian Malcolm i Arthur Conan Doyle, reż. Edward Płaczek – jako dr Watson
- 14 VII 1956: Czarny osiołek Maxim Bontempelli i Pádraic Ó Conaire, reż. Zbigniew Kopalko
- 3 VIII 1956: Kanał Jerzy Stefan Stawiński, reż. Jerzy Rakowiecki
- 16 IX 1956: Abu Hassan, reż. Zbigniew Kopalko
- 3 X 1956: Do światła Iwan Franko, reż. Rena Tomaszewska – jako Kostiuk
- 13 X 1956: Omfala. Historia w stylu rokoko Théophile Gautier, reż. Zbigniew Kopalko
- 22 XI 1956: Kłamstwo polityczne Vercors, reż. Jerzy Rakowiecki – jako Frade Pedrito
- 2 XII 1956: Drobne ogłoszenia scen. i reż. Jeremi Przybora
- 8 XII 1956: O kowalu, którego piekło nie chciało, reż. Zbigniew Kopalko
- 25 XII 1956: Historia nieprawdopodobna Bolesław Prus, reż. Jerzy Rakowiecki – jako pan Tomasz
- 1 I 1957: Ślepy tor Stefan Grabiński, reż. Jerzy Rakowiecki – jako Wawrzyniec Wiór
- 22 I 1957: Opowieść starego człowieka Ray Bradbury (słuchowisko SF), reż. Wojciech Maciejewski
- 26 I 1957: Nos Nikołaj Gogol, reż. Antoni Bohdziewicz – jako Słuchacz
- 25 II 1957: Homer i Orchidea Tadeusz Gajcy, reż. Jan Koecher – jako Chilon
- 9 III 1957: Most przy Grey Owl Ambrose Bierce, reż. Zbigniew Kopalko
- 14 III 1957: Apelacja Villona Kazimierz Barnaś, reż. Jan Koecher – jako Anzelm
- 25 III 1957: Przed ślubem Kazimierz Zalewski, reż. Bronisław Dardziński – jako Teodor Drecki
- 3 V 1957: Martwe dusze Nikołaj Gogol, reż. Bronisław Dardziński – jako Maniłow
- 18 V 1957: Pieczone gołąbki Henryk Bardijewski i Andrzej Bianusz, reż. Zenon Wiktorczyk
- 10 VI 1957: Koń Aleksandra Wielkiego Maurice Baring, reż. Zbigniew Kopalko
- 22 VI 1957: Humoreski Pierre-Henri Cami, reż. Jeremi Przybora
- 4 VII 1957: Trzy opowiadania obojętne Zenona Wiktorczyka
- 6 VII 1957: Leonce i Lena Georg Büchner, reż. Rena Tomaszewska – jako Ochmistrz
- 22 VII 1957: Zacznijcie się śmiać Henryk Bardijewski, reż. Jerzy Wasowski – jako Futerko
- 31 VII 1957: Trafiła kosa na kamień Graham Greene, reż. Wojciech Maciejewski – jako mgr Fennickrehtor
- 1 VIII 1957: Jutro[11] Joseph Conrad, reż. Jerzy Rakowiecki – jako ojciec Bessie
- 4 VIII 1957: Nieboszczyk pan Pic Charles de Peyret-Chappuis, reż. Janusz Warnecki – jako tytułowy Adrian Pic
- 6 VIII 1957: Salon iluzji Wiesław Brudziński, reż. Jeremi Przybora
- 11 VIII 1957: Morderstwo Amerykanina Frédéric Boutet, reż. Andrzej Łapicki – jako Narrator
- 15 IX 1957: Człowiek poszukiwany Krystyna Salaburska, reż. Bronisław Dardziński – jako Czu
- 1 X 1957: Zanim będziemy maszynami Henryk Bardijewski, reż. Jeremi Przybora – jako Oskarżony
- 5 X 1957: Księga Apokryfów Karel Čapek
- 30 X 1957: Sherlock Holmes, kobieta i zaginiony lekarz Antoni Stański, reż. Janusz Warnecki – jako dr Watson
- 14 XI 1957: Ucieczka Jerzy Stefan Stawiński, reż. Wiesław Opałek i Juliusz Owidzki – jako lekarz
- 7 XII 1957: Trzej panowie w gondoli Henryk Bardijewski, reż. Andrzej Łapicki – jako Bruno
- 27 XII 1957: Robin Hood Kazimierz Barnaś, reż. Bronisław Dardziński – jako Ochmistrz
- 12 I 1958: Kunszt miłości Jerzy Stadnicki, reż. Rena Tomaszewska
- 15 I 1958: Opowieść o dwóch braciach, reż. Zbigniew Kopalko – w podwójnej roli: Bóg Re-Herakte, Amadeusz Przepiórka
- 22 II 1958: Tradycje scen. Henryk Bardijewski – jako Modest
- 27 II 1958: Pokój z fortepianem Edward Fiszer, reż. Bronisław Dardziński – jako Samotny
- 16 III 1958: Śniegi Kilimandżaro Ernest Hemingway, reż. Jerzy Rakowiecki – jako Głos
- 22 IV 1958: Podróżni Edmund Niziurski, reż. Jerzy Rakowiecki – jako Człowiek w czarnych okularach
- 27 IV 1958: U kresu nocy Anna Bonacci, reż. Jerzy Rakowiecki – jako Paguebot
- 16 V 1958: Dundo Maroje albo rzymska kurtyzana Marin Držić, reż. Jerzy Rakowiecki – jako Oberżysta
- 25 V 1958: Alibi do wynajęcia Henryk Bardijewski, reż. Jerzy Wasowski – jako Dyrektor hotelu
- 1 VII 1958: Deszcz Zbigniew Byrski, Bronisław Wiernik (scen. i reż.)
- 19 VII 1958: Pesymiści naprzód Henryk Bardijewski, reż. Jeremi Przybora – jako Józef Wszeka
- 28 VII 1958: O nierozważnym mężu Miguel de Cervantes, reż. Zbigniew Kopalko
- 10 VIII 1958: Bumbarajo Andrzej Nowicki, reż. Jerzy Wasowski – jako Dziwny pan
- 15 IX 1958: Pułkownik Chabert Honoré de Balzac, reż. Jerzy Rakowiecki – jako Godeschal
- 17 IX 1958: Wyprowadzenie z Egiptu Zbigniew Byrski i Bronisław Wiernik (scen. i reż.) jako Norman
- 25 IX 1958: Pół godziny z Czechowem: Wąż boa i królik; Mściciel; Przestępcy Anton Czechow
- 9 X 1958: Testament hrabiny de Taban Zbigniew Byrski i Bronisław Wiernik (scen. i reż.)
- 14 X 1958: Trąbka Albina Jasnego Jerzy Markuszewski, Andrzej Mularczyk, Bronisław Wiernik (scen. i reż.)
- 19 X 1958: Skrzypce i paragrafy Edward Fiszer, reż. Jan Koecher – jako Sędzia
- 21 X 1958: Święto Albina Jasnego Jerzy Markuszewski, Andrzej Mularczyk, Bronisław Wiernik (scen. i reż.) jako Albin Jasny
- 26 X 1958: Sprawa zaginionych planów Arthur Conan Doyle, reż. Wiesław Opałek i Juliusz Owidzki – jako dr Watson
- 4 XI 1958: Ziarno gorczyczne czyli dzieje Marco Polo, skryptem jego nie objęte scen. i reż. Joanna Gorczycka – jako Adwokat Perkini
- 22 XI 1958: Kawiarnia pod Syreną Artur Międzyrzecki, reż. Jan Koecher
- 28 XI 1958: Opowiadania satyryczne Henryka Bardijewskiego, reż. Zenon Wiktorczyk
- 30 XI 1958: Mój przyjaciel Marceli scen. i reż. Jan Koecher – jako Autor
- 8 XII 1958: Doktor Watson i Hamlet Antoni Stański, reż. Wiesław Opałek
- 26 XII 1958: W sądzie, w domu i w szpitalu Anton Czechow, reż. Wiesław Opałek – jako Sędzia śledczy
- 15 I 1959: Monachomachia Ignacy Krasicki, reż. Wojciech Maciejewski – jako Brat Makary
- 22 I 1959: Opowieść starego człowieka Ray Bradbury (słuchowisko SF), reż. Wojciech Maciejewski
- 8 III 1959: Miłość do magister Biodrowicz scen. i reż. Jeremi Przybora – jako Mąż mgr Biodrowicz
- 20 III 1959: Pamiętnik Pani Beatrycze Ernest Hemingway, reż. Jerzy Rakowiecki – jako Komisarz
- 22 III 1959: Fryne Zbigniew Fonferko, reż. Jerzy Rakowiecki – jako Protos
- 30 III 1959
  - Ósma podróż Sinbada Żeglarza Kornel Makuszyński, reż. Rena Tomaszewska – jako Hussein
  - Pamiętnik pani Beatrycze scen. i reż. Jerzy Rakowiecki – jako Komisarz
- 18 VIII 1959: Awantura z chomikiem Jaroslav Hašek, reż. Janusz Warnecki – jako Gość w winiarni
- 16 X 1959: Z przeszłości Maria Konopnicka, reż. Rena Tomaszewska – jako Nel
- 19 X 1959: Żyletka Henryka Bantama Włodzimierz Odojewski, reż. Natalia Szydłowska – jako Lassalle
- 22 XI 1959: Jak zaopatrzyć się na zimę scen. i reż. Jeremi Przybora – jako Suchy Szwagier.

### lata 60.
- 2 II 1960: Zielony frak Gaston Armand de Caillavet oraz Robert de Flers, reż. Zbigniew Kopalko – jako Dziekan
- 12 II 1960: Rakieta Thunderbolt Marian Promiński, reż. Zdzisław Nardelli – jako Richard Herbst
- 27 III 1960: Spadek Erskine Caldwell, reż. Tadeusz Łopalewski – jako Blanchard
- 8 VI 1960: Cicha noc Kazimierz Strzałka, reż. Wojciech Maciejewski
- 27 VII 1960: Scenki urlopowe Andrzej Nowicki, reż. Jeremi Przybora
- 31 VII 1960: Złote runo scen. i reż. Edward Płaczek – jako Kastor
- 7 IX 1960: Drewniany rewolwer Władysław Lech Terlecki, reż. Natalia Szydłowska – jako Profesor
- 26 X 1960: Bohater ze snów Paul Hühnerfeld, reż. Wiesław Opałek – jako prof. Kleinroth
- 6 XI 1960: Uczciwa dziewczyna Carlo Goldoni, reż. Wojciech Maciejewski – jako Chłopiec z kawiarni
- 21 V 1961: Państwo stugłowe Andrzej Nowicki, reż. Zenon Wiktorczyk
- 30 XI 1961: Przechadzka czarodzieja Václav Řezáč, reż. Klementyna Krymko – jako Policjant Helmiczka
- 10 XII 1961: Kabaret Starszych Panów Jeremi Przybora (reż.) i Jerzy Wasowski – jako Pogłębiacz
- 26 XII 1961: Podróż do zaczarowanego królestwa André Maurois, reż. Jadwiga Ewert-Leman i Klementyna Krymko – jako Kruk
- 1 I 1962
  - A to heca Maria Szypowska, reż. Klementyna Krymko – jako prof. Licznicki
  - Nocne marki Edward Fiszer i Tadeusz Kubiak, reż. Wiesław Opałek – jako Kelner
- 6 II 1962: Szklana góra Zygmunt Zeydler-Zborowski i Władysław Żesławski, reż. Zdzisław Nardelli – jako Tanahi
- 15 IV 1962: Relaks papy Filberta Zbigniew Byrski i Bronisław Wiernik (scen. i reż.) jako Sędzia
- 22 IV 1962: Noc bez końca Pierre Boulle, reż. Wojciech Maciejewski
- 28 IV 1962: Jedziemy Henryk Rostworowski, reż. Jan Koecher
- 13 V 1962: Walka kogutów Laszlo Beltaky, reż. Wiesław Opałek – jako inż. Antaly
- 22 V 1962: Grimm 79 Henryk Bardijewski, reż. Juliusz Owidzki – jako Krępy
- 23 V 1962: Wywiad z Ballmeyerem Kazimierz Brandys, reż. Aleksander Bardini
- 24 VI 1962: Dziadek kolejowy Andrzej Nowicki, reż. Zenon Wiktorczyk
- 27 VI 1962: Dziwne obrazki Marcel Aymé, reż. Halina Hermelin
- 10 X 1962: Largactil Michał Choromański, reż. Zbigniew Kopalko – jako Pacjent
- 26 X 1962: Adresy Jerzy Broszkiewicz, reż. Jerzy Rakowiecki – jako lekarz
- 2 XII 1962: Pingwiny Pana Poppera Richard Atwater i Florence Atwater, reż. Wanda Tatarkiewicz-Małkowska – jako tytułowy Pan Popper
- 9 XII 1962: Bajka o bajce Andrzej Nowicki, reż. Zenon Wiktorczyk
- 11 XII 1962: Kabaret Starszych Panów Jeremi Przybora (reż.) i Jerzy Wasowski – jako Truciciel Powiatowy
- 13 XII 1962: Filip, wielki pan nad sobą Henryk Bardijewski, reż. Janusz Warnecki – jako jeden z chóru
- 18 XII 1962: Książęce nadanie Halina Auderska, reż. Jan Koecher – jako Narrator
- 21 III 1963: Kuluary Henryk Bardijewski, reż. Juliusz Owidzki – jako Czyścibut
- 7 VII 1963: Arkanda Andrzej Nowicki, reż. Zenon Wiktorczyk – jako Profesor
- 16 VII 1963: Pocztówka z Neapolu scen. i reż. Stanisław Dygat
- 23 IX 1963: Dziennik Franciszki Krasińskiej Klementyna Hoffmanowa, reż. Wanda Tatarkiewicz-Małkowska – jako Macieńko
- 5 X 1963: Rum-Barbari Adam Bahdaj, reż. Jan Koecher – jako Narrator
- 15 X 1963: Skandal w archiwum Józef Hen, reż. Wiesław Opałek – jako Ksiądz
- 2 XI 1963: Aureola scen. i reż. Jeremi Przybora – jako Ksiądz
- 17 XI 1963: Niech żyje dziadek Kuame Julia Hartwig, reż. Klementyna Krymko – jako Księżyc
- 9 XII 1963: Eksperyment z titromem Konrad Fiałkowski (słuchowisko SF), reż. Andrzej Łapicki – jako dr Kopot
- 10 II 1964: Milikilos Konrad Fiałkowski (słuchowisko SF), reż. Juliusz Owidzki – jako Dyrektor
- 23 II 1964: Buty na gumie Zygmunt Zeydler-Zborowski, reż. Andrzej Łapicki
- 28 II 1964: Mesjasz Gromaire Edward Bernstein i Krzysztof Wierzbiański, reż. Andrzej Łapicki – jako Komisarz Valon
- 20 IV 1964: Trzej za Zwrotnikiem Raka Stefan Bratkowski i Jerzy Zieliński, reż. Zenon Jaruga
- 24 IV 1964: Czarodziejskie znaki Ewa Nowacka, reż. Klementyna Krymko – jako Pedagog
- 1 V 1964: Wszystko dla naszej mamy Magda Leja, reż. Wiesław Opałek – jako pan Stasiak
- 22 VII 1964: Porwanie Europy Edward Fiszer, reż. Wiesław Opałek – jako Magister
- 1 X 1964: Na wsi wesele Maria Dąbrowska, reż. Jerzy Markuszewski
- 25 X 1964: Historia Szymona Sieroty Ivan Cankar, reż. Wojciech Maciejewski – jako Sędzia
- 23 XI 1964: Chłopiec wyciągający cierń z nogi Anna Komornicka, reż. Izabella Cywińska – w podwójnej roli: Woźny w muzeum, Pedagog
- 28 XI 1964: Bankructwo małego Dżeka Janusz Korczak, reż. Klementyna Krymko – jako Mister Taft
- 25 XII 1964
  - Autostop Lucille Fletcher, reż. Andrzej Łapicki – jako Głos
  - Biuro Marco Denevi, reż. Andrzej Łapicki – jako Interesant
- 12 I 1965: Przygoda w Warszawie Halina Pietrusiewicz, reż. Halina Hermelin – jako Narrator
- 7 III 1965: Czciciel parasola Arthur Conan Doyle, reż. Edward Płaczek – jako dr Watson
- 14 III 1965: Ferdynand Wspaniały Ludwik Jerzy Kern, reż. Wanda Tatarkiewicz-Małkowska – jako Portier w hotelu
- 21 III 1965: Występ Pauli Aubriac Włodzimierz Odojewski, reż. Natalia Szydłowska – jako Harper
- 9 V 1965: Tor Zofia Posmysz, reż. Wiesław Opałek – jako Burmistrz
- 29 V 1965: Pomyłki Włodzimierz Odojewski, reż. Andrzej Łapicki – jako Kolejarz
- 5 VI 1965: Czerwony pierścień Aleksander Rymkiewicz, reż. Jan Koecher – jako Wojtek z Wiślicy
- 14 VI 1965: Paczka "Waweli" Zygmunt Zeydler-Zborowski, reż. Juliusz Owidzki – jako Kierownik sklepu
- 22 X 1965: Twarze za szkłem scen. i reż. Zvonimir Bajsić – jako Krawiec
- 1 I 1966: R.H. inżynier[12] Bruno Winawer, reż. Jerzy Kreczmar – jako Mecenas Dordoński
- 15 I 1966: Drewniany miecz Halina Auderska, reż. Jan Koecher – jako Narrator
- 6 II 1966: Fredro i jego przyjaciel Jędrzej Aleksander Fredro i Stefan Majchrowski, reż. Wanda Tatarkiewicz-Małkowska – jako Jędrzej Czerwiński
- 8 II 1966: Freja z Siedmiu Wysp[13] Joseph Conrad, reż. Zdzisław Nardelli – jako van Hoyzz
- 20 III 1966: Przygody dobrego wojaka Szwejka podczas wojny światowej Jaroslav Hašek, reż. Edward Płaczek – jako Vodiczka
- 16 IV 1966: Leonardo i gwiazdy Halina Auderska, reż. Jan Koecher – jako Moktar-bej
- 2 V 1966: Bez korony Halina Auderska, reż. Jan Koecher – jako Ziemięta
- 4 IX 1966: Człowiek z rejestru Marta Olszewska, reż. Edward Płaczek – jako Adwokat
- 8 XII 1966: Zbudź się, Ferdynandzie Ludwik Jerzy Kern, reż. Wanda Tatarkiewicz-Małkowska – jako Franciszek Ambreliński
- 25 XII 1966: Opowieści świąteczne Henryk Bardijewski, Ludwik Górski i Andrzej Nowicki, reż. Zenon Wiktorczyk
- 6 II 1967: Tak długo do tych samych miejsc Maciej Zenon Bordowicz, reż. Zofia Rakowiecka – jako Józef
- 10 III 1967: Tchórz Graham Greene, reż. Aleksander Bardini – jako Parkin
- 17 III 1967: Oberża "Pod wesołą sardynką" Halina Krzyżanowska, reż. Andrzej Łapicki
- 18 IV 1967: Lalka Bolesław Prus, reż. Teodor Szczepański
- 27 IV 1967: Chłopiec, który nie miał ochoty się uczyć scen. Giovanni Arpino, reż. Julia Hartwig
- 23 V 1967: Martwe dusze Nikołaj Gogol, reż. Wojciech Maciejewski – jako Iwan Antonowicz
- 10 IX 1967: Ślepy tor Stefan Grabiński, reż. Andrzej Łapicki – jako inż. Zniesławski
- 15 X 1967: Królestwo Cichego Napędu Jara Cimrman, reż. Izabella Cywińska – jako dr Sadło
- 19 XI 1967: Dobry duch poety Kallimacha Anna Świderkówna, reż. Teodor Szczepański – jako Eufrajos
- 27 XI 1967: Pasażer na gapę, czyli Tam gdzie nocują autobusy Jerzy Janicki, reż. Zdzisław Nardelli – jako mężczyzna
- 3 XII 1967: Cippolina Carlo Bressana i Hanna Januszewska, reż. Helena Wiśniewska
- 10 XII 1967: Zabójstwo w galerii Anna Kowalska i Jerzy Kowalski, reż. Zofia Rakowiecka – jako Don Pepe
- 25 XII 1967: Przygoda w Wilanowie Julia Hartwig, reż. Klementyna Krymko
- 12 I 1968: Na drodze Włodzimierz Odojewski, reż. Andrzej Łapicki – jako Obcy
- 27 I 1968: Blaszany kogucik Karol Matusiak, reż. Zdzisław Dąbrowski – jako Ślusarz
- 10 II 1968: Koń bez głowy Paul Berna, reż. Klementyna Krymko – jako Lamy
- 8 IV 1968: Nektarowy miesiąc Bolesław Prus, reż. Zdzisław Habielski – jako Filip
- 14 IV 1968: Gdy cesarz kochać raczy Teodor Tomasz Jeż, reż. Wojciech Maciejewski – jako Astrolog
- 21 IV 1968: Zbudź się Ferdynandzie Ludwik Jerzy Kern, reż. Wanda Tatarkiewicz-Małkowska – jako Aptekarz Pigułka
- 1 V 1968: Droga do nieśmiertelności Czesław Chruszczewski (słuchowisko SF), reż. Zofia Rakowiecka – jako Encyklopedysta
- 14 VI 1968: Przygody dobrego wojaka Szwejka Jaroslav Hašek, reż. Edward Płaczek – jako Wierzyciel
- 4 VIII 1968: Przygody dobrego wojaka Szwejka podczas wojny światowej Jaroslav Hašek, reż. Edward Płaczek – jako Vodiczka
- 17 IX 1968: Oddaj buty Andrzej Mularczyk, reż. Wojciech Maciejewski – jako Organista
- 14 X 1968: Testament doktora Barga Werner Bergengruen, reż. Wojciech Maciejewski – jako Sędzia
- 5 III 1969: Krzyk jarzębiny Wacław Kubacki, reż. Wojciech Maciejewski – jako Aron
- 5 VI 1969: Dewajtis Maria Rodziewiczówna, reż. Zofia Rakowiecka – jako Rubin
- 13 X 1969: Przez dziurkę od klucza Andrzej Mularczyk, reż. Wiesław Opałek – jako Narrator
- 9 XI 1969: Sierpniowy upał William Fryer Harvey, reż. Wojciech Maciejewski – jako Sędzia
- 11 XI 1969: Uciekła mi przepióreczka Stefan Żeromski, reż. Tadeusz Łomnicki – jako Bukański
- 26 XI 1969: Gdzie jest Małgosia? Halina Pietrusiewicz, reż. Zofia Rakowiecka – jako Dziadek Kowalski
- 28 XII 1969: Porwanie w Tiutiurlistanie Wojciech Żukrowski, reż. Zbigniew Kopalko – jako Kot Mysibrat.

### lata 70.
- 4 I 1970 (2 części): Wiatr z księżyca Eric Linklater, reż. Wanda Tatarkiewicz-Małkowska – jako Dozorca Piórko
- 23 I 1970: To i owo – a właściwie zaś: Ani to, ani owo Bolesław Prus, reż. Andrzej Łapicki
- 6 IV 1970: Sprawa Bellamy’ego Frances Noyes Hart, reż. Andrzej Łapicki – jako Sędzia
- 10 V 1970: Prezent Roald Dahl, reż. Zofia Rakowiecka – jako Urzędnik
- 15 V 1970: Saga rodu Forsyte’ów John Galsworthy, reż. Andrzej Łapicki – jako Sędzia
- 3 I 1971: Szkic do obrazu Henryk Bardijewski, reż. Zenon Wiktorczyk
- 12 IV 1971: Jedna, jedyna wyśniona Jeremi Przybora, reż. Andrzej Łapicki – jako Narrator
- 28 IV 1971: Spaghetti Hilda Cushing, reż. Zofia Rakowiecka – jako Doktor
- 7 V 1971: Beniowski Wacław Sieroszewski, reż. Zbigniew Kopalko – jako Alent
- 10 VI 1971: Wszyscy się tego domyślali Carlos D'Ageih i Claude Marais, reż. Wiesław Opałek – jako Chauvin
- 20 VI 1971: Historye ucieszne o zacney królewnie ze wschodnich krajów Banialuce Hieronim Morsztyn, reż. Jan Koecher – jako Pustelnik
- 12 IX 1971: Kapitan Blood Rafael Sabatini, reż. Zdzisław Dąbrowski – jako Licytator
- 28 IX 1971: Kleopatra i Cezar Cyprian Kamil Norwid, reż. Tadeusz Minc – jako Szakal
- 14 XI 1971: Halo, tu Ramsay scen. i reż. Bronisław Wiernik – jako Aritomi
- 15, 19 XI, 1, 4 XII 1971 (4 odcinki): Lalka Bolesław Prus, reż. Andrzej Łapicki – jako Subiekt Klejn
- 29 XI 1971: Zjawisko Ireneusz Iredyński, reż. Wiesław Opałek
- 7 XII 1971: Kartoteka Tadeusz Różewicz, reż. Zbigniew Kopalko – jako Starzec
- 30 XII 1971: Uprowadzenie Henryk Bardijewski, reż. Andrzej Łapicki
- 24 I 1972: Czary na górze Pelo-Padang Robert Stiller, reż. Zbigniew Kopalko – jako ojciec Lakkary
- 20 II 1972: Rywale Roman Kołoniecki, reż. Wojciech Maciejewski – jako Julski
- 16 IV 1972: Scena przy strumieniu Lucjan Szenwald, reż. Jerzy Kierst
- 12 IX 1972: Archiwum Henryk Bardijewski, reż. Andrzej Łapicki – jako Konduktor
- 25 XII 1972: Żywot i myśli Zygmunta Podfilipskiego Józef Weyssenhoff, reż. Zbigniew Kopalko – jako Malarz
- 21 I 1973: Smutny walc Jeremi Przybora, reż. Jerzy Markuszewski – jako Doktor
- 19 III 1973: Miłosierdzie gminy Maria Konopnicka, reż. Zbigniew Kopalko – jako Kissling
- 4 VI 1973: Kuzynka Bietka Honoré de Balzac, reż. Juliusz Owidzki – jako Wuj Fischer
- 18 VI 1973
  - Ofelie nie mogą spać Jadwiga Skotnicka, reż. Andrzej Łapicki – jako Docent
  - Świat przed nami Vaclav Cibula, reż. Wojciech Maciejewski – jako BeHaPowiec
- 24 VI 1973: Express Marcin Wolski, reż. Joanna Gorczycka – jako pan III
- 25 XII 1973: Kurier poranny Jerzy Sulima-Kamiński, reż. Edward Dziewoński – jako Ogrodnik
- 27 I 1974: Nędza z Bidą z Polski idą, reż. Zbigniew Kopalko – jako Szlachcic
- 22 II 1974: Emancypantki Bolesław Prus, reż. Zofia Rakowiecka – jako Fiszman
- 25 III 1974: Bal detektywów Marcin Wolski, reż. Andrzej Pruski
- 31 III 1974: Opowieści profesora Tutki Jerzy Szaniawski, reż. Andrzej Zakrzewski – jako Docent Bajn
- 1, 6 IV 1974 (3 odcinki): Popiół i diament Jerzy Andrzejewski, reż. Jerzy Markuszewski – jako Portier w hotelu
- 22 VII 1974: Azyl Halina Krzyżanowska, reż. Zofia Rakowiecka – jako Naczelnik
- 3 VIII 1974: Horrory na zimowe wieczory Marcin Wolski, reż. Zbigniew Kopalko – jako Komisarz
- 21 XII 1974: Atak nastąpi o świcie Marcin Wolski, reż. Andrzej Pruski
- 29 XII 1974
  - Dziady Adam Mickiewicz, reż. Zdzisław Nardelli – jako Sowietnik
  - Odruch warunkowy Andrzej Kurek, reż. Wiesław Opałek – jako Obrońca z urzędu
- 15, 17 I 1975 (2 części): Ziemia obiecana Władysław Reymont, reż. Zofia Rakowiecka – jako Dawid Halpern
- 8 II 1975: Historia pewnego zapachu Jeremi Przybora, reż. Jerzy Markuszewski – jako Kierownik drogerii
- 23 II 1975: O człowieku, który nie chciał odkryć Ameryki scen. i reż. Bronisław Wiernik
- 20 VI 1975: Po tamtej stronie mgły Marcin Wolski, reż. Jerzy Zelnik
- 27 VII 1975: Tęsknota za Julią Stefan Flukowski, reż. Jan Koecher – jako Mistrz
- 9 VIII 1975: Biohazard Konrad Fiałkowski (słuchowisko SF), reż. Wiesław Opałek
- 18, 20 VIII 1975 (2 części): Kobieta w bieli William Collins, reż. Andrzej Łapicki – jako dr Dawson
- 3 X 1975: W podróży pomagamy sobie wzajemnie Marcin Wolski, reż. Jerzy Zelnik
- 6 X 1975: O człowieku, który się uczył kłamać Tadeusz Rittner, reż. Zbigniew Kopalko – jako Stary
- 25 X 1975: Powrót z zaświatów Janusz Osęka, reż. Wiesław Opałek
- 7 XII 1975: Zakonnica dla księcia Bolesław Fac, reż. Jerzy Markuszewski – jako Karczmarz
- 22 XII 1975 do 21 I 1976 (8 odcinków): Wielkie wygrane Julio Cortázar, reż. Andrzej Łapicki – jako Persjo
- 25 XII 1975: Edukacja małżonka Giovanni Guareschi, reż. Andrzej Łapicki – jako Wuj Gaston
- 26 XII 1975: Bliźniak Gleb Anfiłow (słuchowisko SF), reż. Wiesław Opałek – jako prof. Barkłaj
- 19 IV 1976: Bigos hultajski, czyli szkoła trzpiotów Jan Drozdowski, reż. Czesław Wołłejko – jako Dozorca więzienia
- 19 VI 1976: Wina patrona Wojciech Streich, reż. Wiesław Opałek
- 4 VII 1976: Mrówkojad Jadwiga Skotnicka, reż. Zofia Rakowiecka – jako Kolega Filipkiewicz
- 18 X 1976: Przez łzy do szczęścia scen. i reż. Maria Czubaszek
- 13 XI 1976: Tysiąc i jedna noc nauki Piotr Sopoćko, reż. Wiesław Opałek
- 1 I 1977: Lalka Bolesław Prus, reż. Juliusz Owidzki
- 2 IV 1977: KJ – 1 scen. i reż. Stanisław Młynarczyk
- 24 IV 1977: Nagroda Eugeniusz Bojanowski, reż. Wiesław Opałek
- 1 VI 1977: Co tu kłopotu![14] Aleksander Fredro, reż. Czesław Wołłejko – jako Wencel
- 26 VI 1977: Niech "Zygmunt" głosi jego chwałę Andrzej Korsak, reż. Wiesław Opałek
- 4 VII 1977: Sława i chwała Jarosław Iwaszkiewicz, reż. Zofia Rakowiecka – jako Lipowiecki
- 10 IX 1977: Ja i Arkadiusz Knopf Zygmunt Zeydler-Zborowski, reż. Zofia Rakowiecka – jako Brown
- 19 X 1977: Godiwa Leopold Staff, reż. Wojciech Maciejewski – jako Rajca II
- 26 XII 1977: Małżeństwo z kalendarza Franciszek Bohomolec, reż. Czesław Wołłejko – jako Anzelm
- 31 XII 1977: Kolekcja Ackermanów Herbert Block, reż. Maria Wachowiak – jako Właściciel sklepu
- 5 III 1978: Placówka Bolesław Prus, reż. Maria Wachowiak
- 25 VI 1978: Przełamanie Eriki Jerzy Strzałkowski, reż. Wiesław Opałek
- 5 I 1979: Osaczony Michael Carey, reż. Jan Zelnik – jako Hariss
- 11 III 1979: Litwin i Andegawenka Stefan Maria Kuczyński, reż. Zofia Rakowiecka – jako ojciec Gottlieb
- 8 IV 1979: Sztuczne dziecko Roman Kałuża, reż. Jan Zelnik
- 15 IV 1979: Kordian Juliusz Słowacki, reż. Erwin Axer
- 17 VI 1979: Co złego to nie my scen. i reż. Stanisław Młynarczyk – jako prof. Ferguson
- 7 VII 1979: Windziarz Anibal Machado, reż. Andrzej Piszczatowski – jako pan Y
- 10 X 1979: Pościg Jerzy Górzański, reż. Sławomir Pietrzykowski – jako Gospodarz
- 21 X 1979: W Brighton Graham Greene, reż. Marek Kulesza – jako Barman
- 4 XI 1979: Warianty miłości Walentyn Azernikow, reż. Wiesław Opałek – jako Przyjaciel
- 10 XI 1979: Car Potap Aleksander Kopkow, reż. Wiesław Opałek – jako Erast Urłow.

### lata 80.
- 2 III 1980: Palacz zwłok Ladislav Fuks, reż. Andrzej Zakrzewski – jako dr Bettelheim
- 16 III 1980: Kubuś Fatalista i jego pan Denis Diderot, reż. Andrzej Zakrzewski
- 11-18 V 1980 (3 odcinki): Gruby Aleksander Minkowski, reż. Henryk Rozen
- 18 VI 1980: Aszantka Włodzimierz Perzyński, reż. Helmut Kajzar – jako Jan
- 24 IX 1980: Faraon Bolesław Prus, reż. Zofia Rakowiecka – jako Kapłan astrolog
- 5 II 1981: Kawiarenka wenecka Carlo Goldoni, reż. Czesław Wołłejko – jako Pandolf
- 12 III 1981: Gospoda pod królową gęsią nóżką Anatol France, reż. Andrzej Zakrzewski – jako Woźny
- 8 V 1981 (2 odcinki): Wuj Arkadiusz i Lola Montez scen. i reż. Jan Koecher
- 31 V 1981: Sroka na szubienicy Michel de Ghelderode, reż. Zdzisław Dąbrowski – jako Judyl
- 8 VII 1981: Życie dla śmiechu Jerzy Górzański, reż. Sławomir Pietrzykowski
- 8 IV 1982: Stary dom Aleksiej Kazancew, reż. Henryk Rozen – jako Igor Siergiejewicz
- 14 VII 1982: Okno Valentin Chorell, reż. Natalia Szydłowska
- 26 X 1983: Sceny z życia aktorki prowincjonalnej scen. i reż. Maciej Zenon Bordowicz – jako Henryczek
- 25 XII 1983: Między ustami a brzegiem pucharu Maria Rodziewiczówna, reż. Andrzej Zakrzewski – jako dr Voss
- 8 I 1984: Bracia Dalcz i spółka Tadeusz Dołęga-Mostowicz, reż. Juliusz Owidzki – jako pan Ozienko
- 11, 18 III 1984 (2 części): Proces Giordana Bruna Krzysztof Adamski, reż. Andrzej Zakrzewski – jako Bertano
- 8 IV 1984: Strachy Maria Ukniewska, reż. Janusz Kukuła – jako Profesor
- 18 VI 1984: Menuhin – podróż niezakończona Wojciech Brodnicki, reż. Jerzy Tuszewski
- 23 VI 1984: Nie piszcie kryminałów Witold Banach, reż. Sławomir Pietrzykowski
- 21 X 1984: Pamiętnik Wacławy[15] Eliza Orzeszkowa, reż. Juliusz Owidzki – jako Prawnik
- 10 V 1985: Wąż, Orfeusz i Euridika[16] Tytus Czyżewski, reż. Henryk Rozen
- 3 VIII 1985: Pułapka Paweł Szlachetko, reż. Stanisława Grotowska – jako Notariusz
- 3 X 1985: Pieśń o Nalu i Damajanti, reż. Zbigniew Kopalko
- 30 III 1986: Przed wielką podróżą Wojciech Letki, reż. Janusz Kukuła – jako Pracownik punktu sklepu butelek
- 17 V 1986: Małżeństwo unieważnia testament Alfred Alexander Gordon Clark, reż. Sławomir Pietrzykowski – jako Adwokat
- 8 VIII 1986: Krzyżacy Henryk Sienkiewicz, reż. Andrzej Zakrzewski – jako Pątnik
- 2 XI 1986: Raz w życiu Włodzimierz Perzyński, reż. Zdzisław Dąbrowski – jako pan Dłużewski
- 19 I 1987: Kamizelka Bolesław Prus, reż. Janusz Kukuła – jako Doktor
- 23 V 1987: Geniusz z Kimbelrey Jan Kraśko, reż. Zdzisław Dąbrowski – jako John Walsh
- 27 VII 1987: Urząd Tadeusz Breza, reż. Zdzisław Dąbrowski – jako Prałat Kulesza
- 2 VIII 1987: Król szczurów James Clavell, reż. Andrzej Zakrzewski
- 11 VIII 1987: O trzech miłościach Andrzej Nowicki, reż. Jeremi Przybora
- 26 XII 1987: Cytadela Georges Courteline, reż. Sławomir Pietrzykowski – jako pan Vidler
- 26 II, 5 III 1989 (2 części): Zwierzoczłekoupiór Tadeusz Konwicki, reż. Zdzisław Dąbrowski
- 25 IX do 11 X 1989 (5 odcinków): Koniec rozdziału John Galsworthy, reż. Zdzisław Dąbrowski – jako Stack.

### Schyłek
- 8 I 1990: Sindbad Bolesław Leśmian, reż. Jan Warenycia – jako Staruszek
- 1 III 1990: Pod słońcem szatana Georges Bernanos, reż. Zofia Saretok – jako Biskup
- 2 V 1992: Balkon przy głównej ulicy Andrzej Mularczyk, reż. Henryk Rozen – jako Stary
- Białe szaleństwo Seweryna Piętki Ludwik Górski i Ziemowit Kuniński, reż. Jeremi Przybora – jako tytułowy Seweryn Piętka
- Ludzie, którzy szli Tadeusz Borowski, reż. Jerzy Rakowiecki
- Na oklep, na przełaj Andrzej Mularczyk, reż. Helmut Kajzar – jako Dozorca
- Nie bądź taka mądra, Alicjo Jerzy Janicki i Andrzej Mularczyk, reż. Jerzy Wasowski – jako Poczmistrz
- Odstępca Maria Konowowicz, reż. Wiesław Opałek.

## Przebieg pracy
W trakcie trwającej 60 lat kariery aktorskiej, występował łącznie na deskach 11 teatrów, głównie warszawskich (10) i łódzkich.
- Teatr Ateneum w Warszawie: 1930–1933 (jako adept i aktor)
- Teatr Nowa Komedia (Warszawa): 1933–1934
- Teatr Kameralny (Warszawa): 1935
- Teatr im. Stefana Jaracza w Łodzi: 1935–1936 i 1945–1946
- Stołeczny Teatr Powszechny (Warszawa): 1936–1939
- Miejskie Teatry Dramatyczne (Warszawa): 1946–1948
- Teatr Nowy w Warszawie: 1948–1953
- Teatr Narodowy (Warszawa): 1955–1956
- Teatr Współczesny w Warszawie: 1953–1978
- Teatr Kwadrat (Warszawa): 1981–1989
- Teatr na Woli (Warszawa): 1985

## Ordery i odznaczenia
- Krzyż Kawalerski Orderu Odrodzenia Polski (1977)
- Złoty Krzyż Zasługi (1977)
- Medal 10-lecia Polski Ludowej (19 stycznia 1955)[17]

## Nagrody
W roku 1960 został wyróżniony nagrodą Komitetu ds. Polskiego Radia i Telewizji.

## Śmierć
Aktor dożył sędziwego wieku, zmarł w wieku 92 lat. Został pochowany na warszawskim Cmentarzu Wolskim.